# Melchor Romero (La Plata)
Melchor Romero es una localidad argentina del partido de La Plata, provincia de Buenos Aires. Se encuentra al sudoeste del centro de la ciudad.

## Historia
Su origen se encuentra en la instalación de una estación del Ferrocarril Oeste de Buenos Aires y la creación del Hospital Melchor Romero, denominado Hospital Interzonal Especializado en Agudos y Crónicos Neuropsiquiátrico "Dr.Alejandro Korn".
La creación del hospital fue decidida por una Ley provincial promulgada el 18 de octubre de 1882, con el nombre de "Hospital General de la Ciudad de La Plata". El 24 de abril de 1884 el hospital abre sus puertas con el nombre de Melchor Romero, siendo su misión atender a los pobres de solemnidad, sean hombres, mujeres o niños, atacados de enfermedades comunes o de demencia.
Al mismo tiempo que se construía el hospital, se ampliaba la red ferroviaria, que por decreto del 13 de julio de 1882 se inicia la construcción de un ramal del Ferrocarril Oeste que uniría Tolosa, con Ferrari (actualmente Brandsen). En 1890 el ramal fue adquirido por el Ferrocarril Buenos Aires al Puerto de la Ensenada, que a su vez fue adquirido por el Ferrocarril Sud en 1898. Al nacionalizarse los ferrocarriles y reorganizarse el sistema en 1948, pasó a ser parte del Ferrocarril General Roca.

## Geografía

### Demografía
Melchor Romero, según el Censo Nacional de Población y Vivienda de 1991, tenía 20.542 hab.; en 2001: 22.511 hab.
Ocupa 20,30 km²
El hospital, desde 1945, tiene por denominación Instituto Neuropsiquiátrico Alejandro Korn, y tal como su nombre lo indica, se ha especializado en enfermedades mentales.
Se trata de una zona con una intensa actividad hortícola y florícola, integrada al cordón verde de La Plata.

### Sismicidad
La región responde a las subfallas «del río Paraná», y «del río de la Plata», y a la falla de «Punta del Este», con sismicidad baja; y su última expresión se produjo el 30 de noviembre de 2018 (6 años), a las 10:27 UTC-3, con una magnitud de 3,8 en la escala de Richter.
La Defensa Civil municipal debe advertir sobre escuchar y obedecer acerca de 
Área de
- Tormentas severas, algo periódicas
- Baja sismicidad, con silencio sísmico de 6 años